# Alfred Söllner
Alfred Söllner (* 5. Februar 1930 in Frankfurt am Main; † 9. November 2005 in Gießen) war ein deutscher Rechtswissenschaftler und von 1987 bis 1995 Richter des Bundesverfassungsgerichts.

## Leben

### Kindheit und juristische Ausbildung
Söllner war das einzige Kind von Georg Söllner, Brauer und Betriebsratsvorsitzender bei der Firma Binding, und Anna Söllner, geborene Huckschlag. Die Familie war katholischen Glaubens und lehnte den Nationalsozialismus ab. 1938 zog er mit seinen Eltern von Frankfurt ins nahegelegene Neu-Isenburg, wo er ab 1940 das Goethe-Realgymnasium besuchte. Noch in den letzten Tagen des Zweiten Weltkrieges wurde er zum Volkssturm eingezogen. Nach dem Abitur, das er 1949 mit Auszeichnung bestanden hatte, begann er 1950 ein Studium der Rechtswissenschaft an der Universität Frankfurt am Main, das er 1954 mit dem ersten Staatsexamen abschloss. Hier hatte er u. a. Vorlesungen bei Helmut Coing, Adalbert Erler, Wolfgang Preiser und Helmut Ridder gehört.
Im OLG-Bezirk Frankfurt absolvierte er ab 1955 sein Referendariat. Im Wintersemester 1957/58 gab er an der Universität Frankfurt am Main erstmals Lateinkurse für Juristen, die er in den folgenden Jahren immer wieder anbot. Auch seine Dissertation befasste sich mit dem Römischen Recht: Bei Helmut Coing, der diese Themenwahl angeregt hatte, promovierte er 1958 über die „causa im Kondiktionen- und Vertragsrecht des Mittelalters bei den Glossatoren, Kommentatoren und Kanonisten“. Die Arbeit wurde mit dem Walter-Kolb-Gedächtnispreis der Stadt Frankfurt am Main prämiert und 1960 in der Zeitschrift der Savigny-Stiftung für Rechtsgeschichte publiziert.

### Universitätskarriere in Kiel und Gießen
Nach dem Assessorexamen im Jahre 1959 wollte Söllner seine universitäre Tätigkeit fortsetzen. Am Romanischen Institut seines Doktorvaters stand jedoch gerade keine freie Stelle zur Verfügung. Daher wurde er wissenschaftlicher Assistent von Helmut Isele am Institut für Arbeitsrecht. Im Jahre 1962 heiratete er. 1966 habilitierte er sich über die Einseitige Leistungsbestimmung im Arbeitsverhältnis. Darin konzipierte er zehn Jahre vor Inkrafttreten des AGB-Gesetzes ein System der Arbeitsvertragskontrolle. Noch im selben Jahr wurde er zum ordentlichen Professor für Römisches Recht, Bürgerliches Recht, Arbeitsrecht und Sozialrecht an der Universität Kiel berufen. 1969 legte er eine zweite Habilitationsschrift „Zur Vorgeschichte und Funktion der actio rei uxoriae“ vor. Ein Jahr später trat er der CDU bei.
1970 übernahm er unter Beibehaltung seines bisherigen Fächerkanons einen Lehrstuhl an der Justus-Liebig-Universität Gießen. Dem Fachbereich Rechtswissenschaft stand er 1974/75 als Dekan vor. 1976 erhielt er sowohl einen Ruf an die Universität Göttingen als auch an seine Alma Mater in Frankfurt, entschied sich aber, an der Gießener Universität zu bleiben. Dort bekleidete er von April 1985 bis März 1987 das Amt des Vizepräsidenten und war für einige Monate auch mit der Führung der Geschäfte des Präsidenten beauftragt. 1997 wurde er emeritiert.

### Richter des Bundesverfassungsgerichts
Im Jahre 1987 wurde er auf Vorschlag der CDU zum Richter des Bundesverfassungsgerichts ernannt, wo er bis 1995 dem Ersten Senat angehörte. Seine Zuständigkeit umfasste das Sozialrecht. Er war beispielsweise Berichterstatter in den Verfahren zur Berücksichtigung von Kindererziehungszeiten in der gesetzlichen Rentenversicherung, zur Einkommensanrechnung bei der Gewährung von Arbeitslosenhilfe, zur Erstattungspflicht des Arbeitgebers gemäß § 128 AFG, zur Gleichbehandlung von Arbeitern und Angestellten bei den Kündigungsfristen, zur Warteschleifenregelung im Einigungsvertrag und zur Verfassungsmäßigkeit des „Streikparagraphen“ § 116 AFG.
Gemeinsam mit seinen Kollegen Evelyn Haas und Otto Seidl gab er zum Kruzifix-Beschluss und zur Entscheidung über den Gewaltbegriff bei Sitzblockaden ein Sondervotum ab. In dem von der Postgewerkschaft angestrengten Verfahren zur Zulässigkeit der Streikarbeit von Beamten stellte er einen Antrag auf Selbstablehnung nach §§ 19 Abs. 3 BVerfGG, da er 1982 im Auftrag des Hauptvorstands der Gewerkschaft der Eisenbahner Deutschlands ein Gutachten zu dieser Frage erstattet und die Streikarbeit darin für unvereinbar mit den Grundsätzen des Arbeitskampfrechtes erklärt hatte. Das Bundesverfassungsgericht erklärte die Selbstablehnung für begründet und stufte anschließend ohne seine Mitwirkung die Streikarbeit, für die keine ausdrückliche gesetzliche Grundlage besteht, als verfassungswidrig ein. Obwohl seine Amtszeit erst 1998 zu Ende gegangen wäre, schied er im Oktober 1995 auf eigenen Wunsch aus dem Bundesverfassungsgericht aus, da er sich noch einmal verstärkt seinen wissenschaftlichen Interessen widmen wollte.

### Weitere Tätigkeiten
Söllner war von 1970 bis 1977 Mitglied der Sachverständigenkommission für ein Arbeitsgesetzbuch. Des Weiteren gehörte er als "Auswärtiges wissenschaftliches Mitglied" der Max-Planck-Gesellschaft und als korrespondierendes Mitglied der Akademie der Wissenschaften und der Literatur Mainz an. Im April 1980 begründete er zusammen mit Meinhard Heinze das erste „Gießener Arbeitsrechtliche Praktikerseminar“, das bereits 1990 zum hundertsten Mal stattfand. Er gehörte verschiedenen betrieblichen Einigungsstellen an und wurde wiederholt in Arbeitskämpfen zum Schlichter bestellt. Insbesondere ist sein Wirken als Schlichter bei Tarifverhandlungen der Deutschen Bundesbahn und als Vorsitzender des Schiedsgerichts der Metallindustrie zu nennen. Zudem war er Mitherausgeber der Zeitschrift für Arbeitsrecht.

## Werk
Die primären wissenschaftlichen Betätigungsfelder Söllners waren das Römische Recht und das Arbeitsrecht. Während sein romanistisches Interesse von Helmut Coing und einem guten Lateinunterricht beeinflusst war, prägten Heinrich Hoeniger und sein Vater seine Neigung zum Arbeitsrecht.
Er verfasste drei Lehrbücher: Der „Grundriss des Arbeitsrechts“ wurde von ihm von 1969 bis zur 12. Auflage 1998 betreut. Es war die erste kürzere moderne Darstellung des Arbeitsrechts und berücksichtigte besonders die Grundlagen des Arbeitsrechts und die Eigenheiten des kollektiven Arbeitsrechts. Seine „Einführung in die Römische Rechtsgeschichte“ wurde erstmals 1971 veröffentlicht und erlebte bis zum Jahre 1996 vier weitere Auflagen. Mit Hans Jochen Reinert erarbeitete er ein Lehrbuch zum Personalvertretungsrecht, das in zwei Auflagen 1985 und 1993 erschien.
Des Weiteren stammen 150 Aufsätze, 80 Urteilsanmerkungen und 40 Buchbesprechungen aus seiner Feder. Eine Reihe wichtiger Beiträge zum Arbeits- und Sozialrecht ist in dem Werk „Arbeitsrecht in der Verfassungsordnung des Grundgesetzes“ (1994) versammelt. Zudem beteiligte er sich am Münchener Kommentar und kommentierte in zwei Auflagen u. a. die §§ 611 bis 611b BGB (Dienstvertrag). In seinen letzten Lebensjahren widmete er sich wieder verstärkt dem Römischen Recht. Sein letzter Aufsatz „Bona fides – guter Glaube?“, kurz vor seinem Tod in der Zeitschrift der Savigny-Stiftung für Rechtsgeschichte publiziert, führt den Nachweis, das bona fides im römischen Sachenrecht nicht lediglich den guten Glauben bezeichnet, sondern als normativer Begriff der nach Redlichkeit, Verkehrssitte und Geschäftsmoral zu wahrenden Vertragstreue (Treu und Glauben) zu verstehen ist.
Söllner betrachtete das Arbeitsrecht als Ordnungsrecht und nicht einseitig als Arbeitnehmerschutzrecht. Als oberstes Ziel freiheitlichen Rechtsdenkens galt ihm die Selbstbestimmung. Dem Richterrecht stand er konservativ gegenüber. Er sah die Aufgabe der Gerichte nicht im Social Engineering, sondern in der gerechten Entscheidung des Einzelfalls.

## Ehrungen und Auszeichnungen
- Fakultätsfestschrift zum 60. Geburtstag (Geschichtliche Rechtswissenschaft: ars tradendo innovandoque aequitatem sectandi, 1990)
- Großes Verdienstkreuz des Verdienstordens der Bundesrepublik Deutschland mit Stern und Schulterband (1995)
- Festschrift zum 70. Geburtstag (Europas universale rechtsordnungspolitische Aufgabe im Recht des dritten Jahrtausends, 2000)
- Hessischer Verdienstorden (1990)